# Liste der denkmalgeschützten Objekte in Krispl
Die Liste der denkmalgeschützten Objekte in Krispl enthält die denkmalgeschützten, unbeweglichen Objekte der Gemeinde Krispl.

## Denkmäler
| Foto  |                 | Denkmal                                                                | Standort                      | Beschreibung | Metadaten |
| ----- | --------------- | ---------------------------------------------------------------------- | ----------------------------- | --- | --- |
| ja BW | Datei hochladen | Kruzifix HERIS-ID: 8956 Objekt-ID: 4921                                | Krispl 18 Standort KG: Krispl | Barockes Kruzifix am ehemaligen Schulhaus, dieses selbst ist nicht geschützt | BDA-Hist.: Q38024533 Status: § 2a Stand der BDA-Liste: 2025-06-30 Name: Kruzifix GstNr.: .23                                                   |
| ja    | Datei hochladen | Kath. Pfarrkirche hl. Petrus und Paulus HERIS-ID: 8951 Objekt-ID: 4916 | Standort KG: Krispl           | Die einschiffige barocke Pfarrkirche ist vom Friedhof umgeben. Sie wurde im 17. Jahrhundert erbaut und im 18. Jahrhundert nach Osten hin erweitert. Der schindelverkleidete Westturm stammt aus dem Jahr 1731. Der Marmoraufbau des Hochaltars ist mit 1884 bezeichnet. | BDA-Hist.: Q22666613 Status: § 2a Stand der BDA-Liste: 2025-06-30 Name: Kath. Pfarrkirche hl. Petrus und Paulus GstNr.: .24 Pfarrkirche Krispl |